# Departamentul San Miguel, El Salvador
Departamentul San Miguel este una dintre cele 14 unități administrativ-teritoriale de gradul I  ale statului  El Salvador. La recensământul din 2007 avea o populație de 434.003 locuitori. Reședința sa este orașul San Miguel. A fost fondat în 1824.